# Saison 2017 de l'équipe cycliste Rally
La saison 2017 de l'équipe cycliste Rally est la onzième de cette équipe.

## Préparation de la saison 2017

### Arrivées et départs
| Arrivées        | Équipe 2016         |
| --------------- | ------------------- |
| Matteo Dal-Cin  | Silber              |
| Colin Joyce     | Axeon-Hagens Berman |
| Brandon McNulty | LUX-Stradling       |

| Départs          | Équipe 2017 |
| ---------------- | ----------- |
| Stephen Ettinger |             |
| Joseph Kukolla   |             |
| Will Routley     | Retraite    |
| Bjorn Selander   |             |
| Kerry Werner     |             |
| Tom Zirbel       |             |

## Coureurs et encadrement technique

### Effectif
| Cycliste             | Date de naissance | Nationalité | Équipe 2016         |  |
| -------------------- | ----------------- | ----------- | ------------------- |  |
| Jesse Anthony        | 12 juin 1985      | États-Unis  | Rally               |  |
| Rob Britton          | 22 septembre 1984 | Canada      | Rally               |  |
| Matteo Dal-Cin       | 14 janvier 1991   | Canada      | Silber              |  |
| Adam de Vos          | 21 octobre 1993   | Canada      | Rally               |  |
| Charles Bradley Huff | 5 février 1979    | États-Unis  | Rally               |  |
| Evan Huffman         | 7 janvier 1990    | États-Unis  | Rally               |  |
| Colin Joyce          | 6 août 1994       | États-Unis  | Axeon-Hagens Berman |  |
| Shane Kline          | 11 avril 1989     | États-Unis  | Rally               |  |
| Sepp Kuss            | 13 septembre 1994 | États-Unis  | Rally               |  |
| Brandon McNulty      | 2 avril 1998      | États-Unis  | LUX-Stradling       |  |
| Pierrick Naud        | 26 janvier 1991   | Canada      | Rally               |  |
| Emerson Oronte       | 29 janvier 1990   | États-Unis  | Rally               |  |
| Danny Pate           | 24 mars 1979      | États-Unis  | Rally               |  |
| Thomas Soladay       | 20 août 1983      | États-Unis  | Rally               |  |
| Curtis White         | 28 septembre 1995 | États-Unis  | Rally               |  |
| Eric Young           | 26 février 1989   | États-Unis  | Rally               |  |

## Bilan de la saison

### Victoires
| Date       | Course                                 | Pays       | Classe | Vainqueur      |
| ---------- | -------------------------------------- | ---------- | ------ | -------------- |
| 30/03/2017 | 1re étape de la Joe Martin Stage Race  | États-Unis | 2.2    | Adam de Vos    |
| 01/04/2017 | 3e étape de la Joe Martin Stage Race   | États-Unis | 2.2    | Eric Young     |
| 19/04/2017 | 1re étape du Tour of the Gila          | États-Unis | 2.2    | Matteo Dal-Cin |
| 20/04/2017 | 2e étape du Tour of the Gila           | États-Unis | 2.2    | Eric Young     |
| 21/04/2017 | 3e étape du Tour of the Gila           | États-Unis | 2.2    | Evan Huffman   |
| 22/04/2017 | 4e étape du Tour of the Gila           | États-Unis | 2.2    | Eric Young     |
| 23/04/2017 | Classement général du Tour of the Gila | États-Unis | 2.2    | Evan Huffman   |
| 17/05/2017 | 4e étape du Tour de Californie         | États-Unis | WT     | Evan Huffman   |
| 20/05/2017 | 7e étape du Tour de Californie         | États-Unis | WT     | Evan Huffman   |
| 15/06/2017 | 2e étape du Tour de Beauce             | Canada     | 2.2    | Matteo Dal-Cin |
| 18/06/2017 | 5e étape du Tour de Beauce             | Canada     | 2.2    | Rob Britton    |
| 25/06/2017 | Championnat du Canada sur route        | Canada     | CN     | Matteo Dal-Cin |
| 20/07/2017 | 2e étape de la Cascade Classic         | États-Unis | 2.2    | Evan Huffman   |
| 22/07/2017 | 4e étape de la Cascade Classic         | États-Unis | 2.2    | Shane Kline    |
| 02/08/2017 | 3e étape du Tour de l'Utah             | États-Unis | 2.HC   | Rob Britton    |
| 06/08/2017 | Classement général du Tour de l'Utah   | États-Unis | 2.HC   | Rob Britton    |
| 01/09/2017 | 1re étape du Tour d'Alberta            | États-Unis | 2.1    | Evan Huffman   |
| 04/09/2017 | Classement général du Tour d'Alberta   | États-Unis | 2.1    | Evan Huffman   |